# Подводни музеј Канкуна
Подводни музеј Канкуна (ПМК) посвећен  уметности конзервације, је непрофитна организација са седиштем у Канкуну,  Мексико.  Музеј који је са три различите галерије потопљене између три и шест метара дубине у океану. има укупно 500 скулптура, од којих су већина дело британског вајара Џејсона де Каиреса Тејлора, а остатак дело пет мексичких вајара.

## Намена
Музеј је осниван са неменом да очува оближње коралне гребене и природу уопште, која је годинама у овом подрућју била  девастирана од стране туриста, сидара бродова и ронилаца.

## Положај и приступ
Подводни музеј Канкуна који се налази у Националном морском парку Канкун. Музејска уметничка поставка налази се на дубини између 4 и 8 метара испод површине мора, између Канкуна и Исла Мухереса, на неплодном морском дну.  
Музеју се може приступити роњењем  са маском или чамцем са стакленим дном. Начин посете зависи од тога који се део музеја жели видити. Просечна температура воде у Канкуну је од 23°C до 26°C зими и од 27°C до 29°C лети. Најбоље време за роњење у музеју је између новембра и априла (мање је кише и није тако вруће).  

## Историја
Почетком 2008. године, Хаиме Гонзалез Канто и Џејсон де Каирес Тејлор почели су да креирају планове за подводни музеј који би природа обликовала у корални гребен. Радови су почели 2009. године, а музеј је званично отворен у новембру 2010.  
Када је установљено да су природни корални гребени између Канкуна и Исла Мухереса, а посебно гребен Манчонес, који је претрпеонајвећу штету, од стране туриста, сидара и ронилаца, локалне власти су ступиле у контакт са вајарем Тејлора, који је био пионир у коришћењу подводних скулптура за стварање вештачких гребена на пројекту у Гренади где је показао који је значај   уметности у очувању природе, 
Подводном парк  скулптура Молинере. Музеј је званично отворен 27. новембра 2010. године, непосредно пре почетка самита о клими у Канкуну. До краја 2013. године, пет година након оснивања ПМК, на океанском дну је постављено укупно 500 бетонских скулптура, 487 од стране Тејлора, а преосталих пет од стране мексичких уметника.

## Музејска поствка
Подводни музеј Канкуна је подељена на области које се називају Салони. Салони у Подводни музеј Канкуна садрже разне уметничке инсталације и налазе се на различитим дубинама:
Салон Манчонес
Салон Манчонес је на дубини од 8 метара и погодан је и за рониоце и за рониоце на дах. У Салону Манчонес налази се скоро 500 подводних скулптура. Најзаступљеније су Тејлорове инсталације. попут реплике Фолксваген бубе у природној величини. Поред тога, мође се видети најпосебнију изложбу у музеју, Тиха еволуција, која се састоји од више од 400 људских фигура у природној величини. Осмишљен је да покаже како људи виде и прихватају своју околину; Детаљи на лицима скулптура су невероватни.
Салон Низук
Салон Низук је дубок само 3,5-4 метра и погодан је само за рониоце. У овом салону налазе се 23 скулптуре.
Центар за посетиоце Плаза Кукулкан
Ако посетилац не жели  да се покваси , може  се упутити у Центар за посетиоце Плаза Кукулкан, у коме се у тржном центру у хотелској зони Канкуна налазе налазе 26 реплике подводних скулптура и једна оригинална скулптура.

## Радно време, цена карте и друге информације
Музеј је отворен сваког дана у недељи од 9 до 14 часова.   
Цене карата су од од око 45 до 100 долара.  
У локалним продавницама ронилачке опреме постоје свлачионице у којима се  изнајмљују  кратко одело и комплетна ронилачка опрема (која је укључују у цену роњења). Опрему за пливање, пешкир и воду обезбешује посетилац музеја.
Музеј се може обићи и бродићима са стакленим дном